# Wolfsbane
Wolfsbane es una banda de hard rock y heavy metal formada en Tamworth, Inglaterra que tenía como vocalista a Blaze Bayley, quien pasó a ser el vocalista de Iron Maiden en la década de 1990, cuando Bruce Dickinson dejó el grupo.
Wolfsbane tenía fama de disponer de una fiel base de fanes, los que fueron llamados "Howling Mad Shitheads" o HMS.

## Historia
Sus comienzos se remontan al año 1984, en el festival de rock de Tamworth, Castle Grounds. Ellos eran una banda muy joven que tocaba música original porque en realidad no eran tan buenos para hacer covers de otras bandas. A pesar de eso, tenían una actitud y tocaban cada tocata como si fuera un concierto de gran importancia.
La banda fue fundada por Jeff Hateley (bajo) y Jase Edwards (guitarra), con un nombre diferente, el cual eventualmente cambio a Wolfsbane. Luego se unió al grupo como cantante Blaze Bayley.
Ellos firmaron con Def American récords, y Rick Rubin produjo su primer álbum, Live Fast, Die Fast. Comparado con los inicios de la banda Van Halen, debutó en el n.º 50 de la carta Inglesa, pero falló en generar impresión alguna en la audiencia americana. Sin embargo por lograr un renombre gracias a sus conciertos en vivo, lograron ser teloneros en la gira en Inglaterra de Iron Maiden en el tiempo en que su segundo álbum fuera lanzado.
Su segundo álbum Down Fall The Good Guys fue un mejor intento pero al igual que su predecesor falló en generar un impacto comercial por lo que la banda fue dejada por Def American. En momento ellos fueron votados como el mejor acto en vivo en Inglaterra sin tener un contrato, en el tiempo en que su tercer disco, Massive Noise Injection, fue lanzado.
Fue durante este tiempo en que Bruce Dickinson anuncia su partida de Iron Maiden, y Bayley fue invitado a audicionar para la banda, pero este rehusó y continuó haciendo conciertos con Wolfsbane. Sin embargo a medida que se hacía aparente la idea de que la banda nunca serían gran éxito, y durante la grabación del álbum final, Blaze Bayley cambió de decisión. Blaze Bayley fue nombrado el nuevo cantante de Iron Maiden el 23 de diciembre de 1993, resultando en la muerte de su exbanda.
Algunos miembros de Wolfsbane también tocaron bajo el nombre de Stretch, durante 1995.

## Hoy en día
En el presente Jase Edwards está tocando con las bandas The Wildhearts y Ginger, (la banda del líder del grupo The Wildhearts) Jeff Hately está tocando en múltiples bandas como Paradise, Kill II This, y China Beach, mientras que Steve Danger Elliot está entrenando para ser un piloto aéreo.
Wolfsbane se ha reagrupado para llevar a cabo un tour por Inglaterra después de 13 años de letargo como headliners de The Wildhearts el próximo diciembre, van a tocar los días 17 de diciembre en el Wolverhampton Civic, el 18 de diciembre en la Newcastle Academy, el 19 de diciembre en la Manchester Academy, el 20 de diciembre en la Glasgow Academy y el 21 en el London Astoria, siendo uno de los reencuentros más esperados en Inglaterra. Por otra parte Blaze Bayley formó una banda, después de su salida de Iron Maiden, llamada B. L. A. Z. E., con la que ha lanzado 3 discos en estudio y 2 en vivo, logrando un gran aceptación de la crítica sobre todo en el segundo disco el Tenth Dimension, y con la cual sigue tocando hasta el día de hoy.

## Miembros
- Blaze Bayley - voz
- Jase Edwards - guitarra
- Jeff Hateley - bajo
- Steve 'Danger' Elliott - batería

## Discografía
- 1989 Live Fast, Die Fast
- 1990 All Hell's Breaking Loose... Down at Little Kathy Wilson's Place
- 1991 Down Fall the Good Guys
- 1993 Massive Noise Injection
- 1994 Wolfsbane
- 2001 Lifestyles of the Broke and Obscure
- 2012 Wolfsbane Save The World